# Le Grand-Quevilly
Le Grand-Quevilly är en kommun i departementet Seine-Maritime i regionen Normandie i nordvästra Frankrike. Kommunen är huvudort (chef-lieu) i kantonen Le Grand-Quevilly som tillhör arrondissementet Rouen. År 2022 hade Le Grand-Quevilly 25 954 invånare.

## Befolkningsutveckling
| Befolkningsutvecklingen i Le Grand-Quevilly 1968–2021 | Befolkningsutvecklingen i Le Grand-Quevilly 1968–2021 | Befolkningsutvecklingen i Le Grand-Quevilly 1968–2021 | Befolkningsutvecklingen i Le Grand-Quevilly 1968–2021 | Befolkningsutvecklingen i Le Grand-Quevilly 1968–2021 |
| ----------------------------------------------------- | ----------------------------------------------------- | ----------------------------------------------------- | ----------------------------------------------------- | ----------------------------------------------------- |
|                                                       |                                                       |                                                       |                                                       |                                                       |
| År                                                    |                                                       |                                                       | Folkmängd                                             |                                                       |
| 1968                                                  | 1968                                                  |                                                       | 25 611                                                |                                                       |
| 1975                                                  | 1975                                                  |                                                       | 31 963                                                |                                                       |
| 1982                                                  | 1982                                                  |                                                       | 31 650                                                |                                                       |
| 1990                                                  | 1990                                                  |                                                       | 27 658                                                |                                                       |
| 1999                                                  | 1999                                                  |                                                       | 26 679                                                |                                                       |
| 2007                                                  | 2007                                                  |                                                       | 26 162                                                |                                                       |
| 2015                                                  | 2015                                                  |                                                       | 25 652                                                |                                                       |
| 2021                                                  | 2021                                                  |                                                       | 25 975                                                |                                                       |

## Vänorter
Le Grand-Quevilly har följande vänorter:
- Ness Ziona, Israel (sedan 1964)
- Morondava, Madagaskar (sedan 1964)
- Laatzen, Tyskland (sedan 1966)
- Lévis, Kanada (sedan 1969)
- Hinckley, England (sedan 1976)